# Union démocratique belge
 (janvier 2024).
Pour les articles homonymes, voir UDB et Union démocratique.
L'Union démocratique belge (UDB) est est un parti politique belge éphémère, fondé durant la Seconde Guerre mondiale. Se réclamant d'une orientation progressiste, il se distingue par sa volonté de dépasser les clivages confessionnels traditionnels au profit d'une approche déconfessionnalisée et centrée sur les questions sociales et économiques.

## Contexte historique
À la fin de la Seconde Guerre mondiale, la Belgique traverse une période de profonde instabilité politique, marquée notamment par la controverse entourant le retour du Roi Léopold III. Après avoir refusé de suivre le gouvernement belge en exil à Londres lors de l’invasion allemande en 1940, le souverain choisit de rester en Belgique, où il rencontrera Adolf Hitler. Cette décision suscite une vive controverse. Exilé en Suisse après la Libération, son éventuel retour sur le trône divise profondément l’opinion publique. Le gouvernement dirigé par Achille Van Acker s’oppose fermement à ce retour, le considérant comme un enjeu politique majeur.Durant la seconde guerre mondiale, les libéraux, les socialistes et les communistes se sont unis pour combattre un ennemi commun. Cette union inédite de formations aux idéologies souvent opposées fit naître l'espoir d'une collaboration durable au-delà du conflit.
Durant la période de résistance, certains groupes de discussions se sont donc constituer pour réfléchir à l’avenir du pays après-guerre. Certaines critiques sont émises. Premièrement, le fait que le gouvernement est souvent instable en raison des alliances changeantes entre les partis est pointé du doigt. Deuxièmement, la religion exerce une influence trop présente dans la politique belge. La forte influence de la religion dans les décisions politiques était perçue comme un frein aux débats et aux réformes nécessaires à la modernisation du système.
Ces groupes de discussions tentent de rapprocher les socialistes et les démocrates-chrétiens autour d’un projet commun. Ces échanges réunissent des personnalités des deux camps : Marcel Grégoire, Jacques Basyn, Pierre Clerdent, Léon Servais et Joseph Fafchamps pour les chrétiens-démocrates ; Achille Van Acker, Léon Delsinne et Victor Larock pour les socialistes. Cependant, ces discussions n'aboutissent pas à un accord commun.

## Émergence de l'U.D.B.
En 1941, sous l'impulsion en partie de Henry Fuss et Léon Delsinne, un groupe de jeunes intellectuels francophone élabore un avant-projet de « pacte d’union Travailliste. »  L'« Avant-projet » vise non seulement à rétablir les libertés publiques,  les droits fondamentaux  et la souveraineté du pays, mais aussi à libérer l'économie et réduire le pouvoir du capital afin de le soumettre à l’intérêt public. Ce pacte vise également à assurer la dignité des travailleurs ainsi que leur sécurité, dépasser le clivage confessionnel qui divise les travailleurs et et à refonder le système politique sur une base socio-économique.
Cet avant-projet fut présenté à  des personnalités démocrates chrétiennes comme Marcel Grégoire, journaliste à La Cité chrétienne, Jacques Basyn, membre de plusieurs cabinets ministériels durant l'entre-deux-guerres et Pierre Clerdent. Ensemble, ils veulent dépasser le clivage confessionnel divise les travailleurs et œuvrer à une recomposition du paysage politique sur la base d'une ligne de partage socio-économique. En 1944, le projet est renvoyé à Londres pour lui donner plus de visibilité.
Parallèlement, l'idée d'un nouveau parti prend forme à Londres durant la guerre, où plusieurs responsables politiques belges en exil réfléchissent à créer une formation politique travailliste qui dépasserait les clivages philosophiques traditionnels. Bien que le projet d'une alliance entre le Parti socialiste belge et les courants démocrates-chrétiens ne voie pas le jour, certains acteurs politiques poursuivent l'idée d'un parti plus ouvert.
C'est dans ce contexte que naît l'Union Démocratique Belge (UDB), fondée le 24 septembre 1944, juste après la libération de la Belgique. D'abord simple mouvement, elle devient un parti politique officiel en juin 1945. Ce nouveau parti est porté par des personnalités comme Antoine Delfosse, Marcel Grégoire et Jacques Basyn, qui veulent rompre avec l'approche confessionnelle du Parti Social-Chrétien (PSC-CVP), jugé trop conservateur et sous l'influence de l'Église.
L'UDB tente, en vain, d'orienter le sens du parti catholique dans un sens travailliste. Bien qu'elle rassemble principalement des catholiques démocrates-chrétiens francophones, elle attire aussi des socialistes et des libéraux. L'absence de soutien du PSB et du PSC ruine tout espoir de dépasser les clivages traditionnels hérités du passé.
L'UDB se veut un parti non confessionnel de type travailliste, revendiquant des idées progressistes, inspirées du personnalisme. Malgré sa volonté de se détacher de l'Église, son indépendance est relative, car l'influence religieuse reste forte en Belgique.

## Activité politique de l'U.D.B.
Dès sa création, l'UDB s'engage rapidement sur la scène politique. Avant même de participer à des élections, le parti entre au gouvernement en juillet 1945 après la démission des ministres catholiques. Il rejoint alors une coalition aux côtés du Parti socialiste belge (PSB), du Parti libéral et du Parti communiste de Belgique.
En juillet 1945, les parlementaires socialistes, libéraux et communistes votent une loi soumettant le retour du roi à l'autorisation préalable des Chambres. Antoine Delfosse, président de l'UDB, soutient cette mesure provoquant la démission des ministres catholiques du gouvernement Van Acker I. Ce contexte permet à l'UDB d'entrer au gouvernement avec trois portefeuilles ministériels : Marcel Grégoire (Justice), Jacques Basyn (Dommages de guerre) et Franz de Voghel (Finances).
Malgré ses efforts pour incarner un parti progressiste et indépendant, l'UDB ne parvient pas à s'imposer dans le paysage politique belge. Face aux structures politiques traditionnelles, le parti disparaît quelques mois après l'élection de 1946, faute de soutien électoral suffisant. Trois membres de son Bureau national donnent leur démission et le parti se retrouve sans président. Le reste du parti se disperse au cours des mois suivants.

## Le déclin du parti
Le déclin de l'Union démocratique belge peut s'expliquer par plusieurs facteurs. Le facteur déterminant réside sans doute dans le manque d’ancrage local de l’UDB, ainsi que dans la structuration encore sommaire du parti, nettement moins développée que celle des partis concurrents.
Dû au contexte de sa création, l'UDB n'a pas eu le temps de se constituer un réseau de militants ni de membres suffisamment nombreux et efficace pour assurer la promotion de ce nouveau parti naissant. Les partis traditionnels, ayant des liens importants avec les syndicats, les paroisses ou les mouvements de jeunesse étaient déjà bien plus avantagés. Le réseau militant constitue un outil essentiel pour un parti politique surtout à une époque où les médias étaient moins développé. A ses débuts, l'Union démocratique belge n'était constituée  que de 500 membres. Cette faible implantation contrastait fortement avec les partis traditionnels tels que le Parti Social Chrétien (PSC) ou encore le Parti Socialiste Belge (PSB) déjà bien établis et dotés d’une organisation solide et d’un enracinement local profond.  
Ce manque d’ancrage local a eu des répercussions directes et significatives sur les résultats électoraux de 1946. Faiblement implantée sur le terrain, l’Union Démocratique Belge disposait de ressources limitées pour mener une campagne efficace : l’impression d’affiches, l’organisation de réunions publiques ou encore la couverture du territoire national s’en sont trouvées fortement restreintes. Dans un contexte où la visibilité locale et la mobilisation de relais militants jouaient un rôle clé durant les élections. Cette faiblesse structurelle a considérablement handicapé le parti. De plus, le parti était plus implanté en Wallonie qu'en Flandre à la différence de son principal concurrent, le Parti Social Chrétien, implanté dans les deux régions. En plus de cette faible implantation, la liste électorale établie par l'UDB fut constituée à la dernière minute dans l'urgence. La plupart des candidats étaient méconnus du grand public ce qui a réduit la légitimité du parti.  
Un des autres facteurs ayant contribué à l'échec du parti, c'est le positionnement politique du parti. Il s’agissait d’un parti centriste à tendance progressiste et démocrate, regroupant en son sein des personnalités issues d’horizons divers tant sur le plan social que politique. Cela montrait une ouverture à la diversité des partis et clivages de l'époque. Une majorité des membres de l’Union Démocratique Belge était issue du courant démocrate-chrétien, ce qui expliquait une certaine proximité idéologique avec le Parti Social Chrétien. Cette similitude a contribué à une dispersion des voix au sein de l’électorat chrétien ce qui a affaibli le potentiel électoral de l’UDB. Des tensions existaient entre l'UDB et le parti social chrétien. Dés juin 1945, l'Union Démocratique Belge avait  émis plusieurs critiques envers le Parti Social et Chrétien qu'elle considérait comme trop conservatrice et refusait toute forme de rapprochement avec ce parti. Toutefois, à la suite des élections de février 1946, l’UDB adopta une nouvelle stratégie suggérant la formation d’une coalition entre le PSC et le Parti Socialiste Belge (PSB). Par cette initiative, l’UDB entendait exercer une pression sur les sociaux-chrétiens afin qu’ils se détachent de leur frange la plus conservatrice, tout en incitant le PSB à clarifier ses projets de réforme et à affirmer plus nettement sa volonté de transformation des structures sociales et économiques du pays.
Le clivage a été accentué à la suite de l'intervention du cardinal Van Roey. Le membre du clergé a déclaré publiquement le 26 octobre 1945 lors de la journée d'étude de la Fédération des  femmes que les catholiques devaient être uni face aux partis  anticléricaux. Le cardinal avait aussi déclaré au président du PSC "J’espère, ajouta-t-il, qu’aucun parti ne portera le nom de catholique ; il faut éviter la confusion entre l’Eglise d’une part, et ce que sont les formations politiques d’autre part" Ces commentaires ont politiquement parlant du poids car le cardinal est une figure d'autorité choisi par le pape de ce fait les catholiques suivent souvent ses propos. La résultante est que beaucoup de personnes qui voulait voter UDB se sont finalement tourné vers le PSC.
Les résultats des élections du 17 février 1946 sont très décevantes pour l'UDB qui sont moins bien que ce qui était prévu. Le parti politique belge a fait seulement 2,2 % ( 51 095 voix),. Le parti obtient un seul siège au parlement. En parallèle, le PSC et le PSB ont fait respectivement 42,5% et 31,6%  à ces mêmes élections législatives.

## Membres
- Max Bastin
- Jacques Basyn (ministre)
- Alfred Califice
- Pierre Clerdent
- Antoine Delfosse
- Marcel Grégoire (ministre)
- Paul Lévy
- William Ugeux
- Werner Marchand
- Irénée van der Ghinst

## L'après UDB
Plusieurs dirigeants de l'UDB se tournèrent vers le Parti social-chrétien (PSC) :
- Pierre Clerdent, devint gouverneur du Luxembourg et de Liège, avant de finir en tant que sénateur libéral.
- Alfred Califice fut député et à plusieurs ministres, représentant du MOC au sein du PSC.
- Antoine Delfosse, pour qui ce fut un retour au bercail.
- Oscar Behogne qui était retourné au PSC dès avant les élections de 1946.

Marcel Grégoire , Paul Michel Lévy, Max Bastin, Jacques Basyn, Arthur Bertinchamps, René Vandeghinste, Irénée van der Ghinst, Franz de Voghel et William Ugeux poursuivirent tous des carrières dans la société civile.

## Référence
1. ↑  Vincent Dujardin et Mark Van den Wijngaert, « La Belgique sans roi », Le Cri,‎ 2021 (lire en ligne  [doc])
2. 1 2 3 4 5  Alain Colignon, « L'Union Démocratique Belge »
3. 1 2  Jean-Claude Williame, « L'Union Démocratique Belge (U.D.B.). Essai de création "travailliste" », CRISP,‎ 1976, p. 5 (lire en ligne )
4. 1 2 3 4  Jean-Louis Jadoulle et Paul Wynants, « Les engagements en dehors du parti catholique et du Parti social-chrétien », ARCA,‎ 2003, p. 232 (lire en ligne  [PDF])
5. 1 2 3  Pascal Delwit et Benoit Hellings, Du parti catholique au Centre démocrate humaniste : les questionnements de la démocratie chrétienne en Belgique francophone, 2002 (lire en ligne), p. 17
6. 1 2  (nl) Rik Hemmerijckx et Wilfried Berteen, « Le rêve travailliste en Belgique. Histoire de l'Union Démocratique Belge », Revue belge de philologie et d'histoire,‎ 1992 (lire en ligne )
7. ↑  « Manifeste de l’Union démocratique belge »
8. ↑  Luc Roussel, « LE MOC ET L’ENGAGEMENT POLITIQUE :
RAPPORTS CHANGEANTS ET DÉLICATS », Dynamiques.
Histoire sociale en revue, vol. 9,‎ 9 mars 2019 (lire en ligne  [PDF])